# Paraliparis tetrapteryx
Paraliparis tetrapteryx är en fiskart som beskrevs av Anatoly Petrovich Andriashev och Neyelov, 1979. Paraliparis tetrapteryx ingår i släktet Paraliparis och familjen Liparidae. Inga underarter finns listade i Catalogue of Life.